# Francisco Fernando de Austria (1626-1634)
Francisco Fernando Isidro de Austria (Madrid, 15 de mayo de 1626-Eíbar, 12 de marzo de 1634), fue un noble, conocido por ser uno de los 30 hijos ilegítimos de Felipe IV.Entre esos treinta hijos bastardos, reconoció oficialmente solo a dos, uno de ellos fue Francisco Fernando junto a Juan José de Austria.

## Biografía
Su nacimiento fue consecuencia de la relación de Felipe IV con María (1607-1626), la historiografía clásica ha determinado que esta era hija del conde de Chirel o de Charela. En realidad se trataba de Catalina Manrique, hija de Antonio Manrique de Vargas, I marqués de Charela. Por esta razón, sería conocido como "el Charelo". Nació en casa de sus abuelos maternos, los marqueses de Charela.  Inmediatamente después, fue puesto a cargo de Baltasar Álamos de Barrientos, consejero del Consejo de Hacienda, que contaba con una nodriza preparada.
Hacia 1631, su educación fue encomendada a Juan de Isasi Idíaquez, caballero de la Orden de Santiago. Esta decisión fue tomada por Felipe IV por indicación de su valido, el conde-duque de Olivares. Este trasladó al niño a su casa-palacio en Éibar, donde moriría a la edad de ocho años el 12 de marzo de 1634.La noticia llegó a Madrid, cinco días después de su muerte. Fue póstumamente legitimado por el rey, su padre, quien pidió que fuese enterrado en el Monasterio del Escorial.

En la actualidad, se encuentra enterrado en el Panteón de Infantes de este monasterio, bajo el siguiente epitafio:
FRANCISCUS FERDINANDUS, PHILIPPI IV FILIUS NOTHUS

### Individuales
1. ↑  Flórez, Enrique (1770). Memorias de las reynas catholicas 2. Por Antonio Marin. p. 957. Consultado el 10 de octubre de 2023.
2. ↑  Hume, Martin A. S. (1896). «A sprig in the house of Austria». The Year after the Armada (en inglés). Londres: T. Fisher Unwin.
3. ↑  Gascón de Torquemada, Gerónimo (1991). «Março de 1634». Gaçeta y nuevas de la Corte de España desde el año 1600 en adelante. RAMHG. p. 146. ISBN 9788460078555. Consultado el 26 de septiembre de 2019. «A los 17, llego nueva de la muerte de Francisco Fernando Ysidro de Austria, de edad de ocho años, hijo bastardo del Rey Nuestro Señor. Llevaron su cuerpo a San Lorenço el Real.»